# تنظيم الهرمونات المحفزة لاستجابة الخلايا المجاورة
تنظيم الهرمونات المحفزة لاستجابة الخلايا المجاورة هي جزيئات أو هرمونات تنتج بواسطة أنسجة لتنظيم النشاط في نفس النسيج.الهرمونات المحفزة للخلايا المجاورة خامدة من الغدد الصماء. التي تفرز مواد داخل الدم مباشرة ودون أوعية دموية. بعض الهرمونات المحفزة لاستجابة الخلايا المجاورة ممكن ان تكون هرمونات محفزة لاستجابة الخلية نفسها والتي تنتج بواسطه خلايا لتحفيز التغيرات ضمن نفسها
.

## روابط خارجية
- DNES